# Tufão Vera
O tufão Vera foi um tufão que causou graves danos ao Japão em setembro de 1959.

## Visão geral

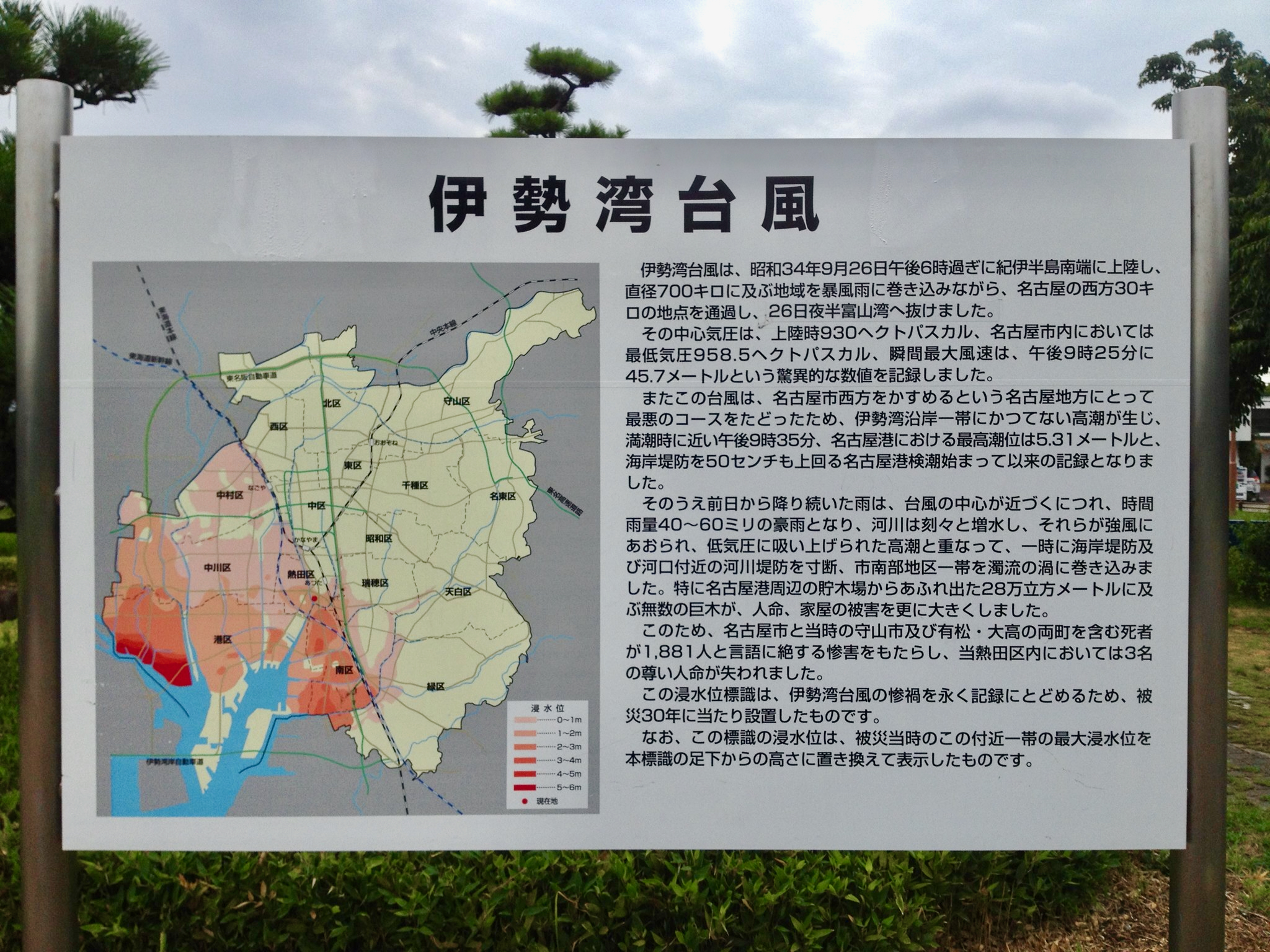
Comentário sobre o tufão Vela em japonês

Vera desenvolveu-se em 20 de setembro entre Guam e Chuuk, e inicialmente seguiu para o oeste antes de tomar um curso mais ao norte, atingindo força de tempestade tropical no dia seguinte. A essa altura, Vera assumiu uma direção de movimento mais para o oeste e começou a se intensificar rapidamente, atingindo seu pico de intensidade em setembro. 23 com ventos máximos sustentados equivalentes aos de uma categoria moderna 5 furacão. Com pouca mudança na força, Vera curvou e acelerou para o norte, resultando em um landfall em setembro. 26 perto de Shionomisaki em Honshu. Os padrões de vento atmosférico fizeram com que o tufão emergisse brevemente no Mar do Japão antes de voltar a se curvar para o leste e se mover para a costa de Honshu pela segunda vez. O movimento sobre a terra enfraqueceu muito Vera e, depois de reentrar no Oceano Pacífico Norte mais tarde naquele dia, Vera fez a transição para um ciclone extratropical em setembro. 27; esses remanescentes continuaram a persistir por mais dois d ias.
Embora Vera tenha sido previsto com precisão e sua rota para o Japão tenha sido bem antecipada, a cobertura limitada de telecomunicações, combinada com a falta de urgência da mídia japonesa e a intensidade da tempestade, inibiu muito os processos potenciais de evacuação e mitigação de desastres. A precipitação das bandas de chuva externas da tempestade começou a causar inundações nas bacias hidrográficas bem antes da chegada da tempestade. Ao chegar à costa de Honshu, o tufão trouxe uma forte tempestade que destruiu vários sistemas de defesa contra inundações, inundando regiões costeiras e afundando navios. Total de danos de Vera chegou a US $ 600 milhões. O número de mortes causadas por Vera permanece discrepante, embora as estimativas atuais indiquem que o tufão causou mais de 5.000 mortes, tornando-se um dos tufões mais mortíferos da história japonesa. Também feriu quase 39.000 pessoas e deixou cerca de 1,5 milhão de pessoas desabrigadas.